# Dietrich Benner
Dietrich Benner (* 1. März 1941 in Neuwied) ist ein deutscher Erziehungswissenschaftler. Er ist emeritierter Professor für Allgemeine Erziehungswissenschaft an der Humboldt-Universität zu Berlin.

## Leben
Benner besuchte das Görres-Gymnasium in Koblenz und studierte an den Universitäten Bonn (1961–1962) und Wien (1962–1965) Philosophie, Germanistik, Geschichte und Pädagogik. 1965 promovierte er an der Universität Wien bei Erich Heintel mit einer philosophischen Studie über Hegel und Marx. Von 1965 bis 1971 war er Wissenschaftlicher Mitarbeiter von Josef Derbolav am Institut für Pädagogik der Universität Bonn. Dort wurde er 1970 für das Fach Erziehungswissenschaft habilitiert. Vom SoSe 1971 bis SoSe 1972 vertrat er den Lehrstuhl von Eugen Fink an der Universität Freiburg. 1973 nahm er einen Ruf auf ein Ordinariat für Erziehungswissenschaft an der Westfälischen Wilhelms-Universität an.
Nach Rufen an die Universitäten Klagenfurt (1976) und Zürich (1977) folgte Benner 1991 einem Ruf an die Humboldt-Universität zu Berlin, der er seit 2009 als Emeritus angehört. Von 2008 bis 2013 war er Professor für Erziehungswissenschaft an der Kardinal-Stefan-Wyszyński-Universität Warschau und gründete dort die Abteilung für Theoretische Grundlagen der Pädagogik. Als Gastprofessor hielt er Vorlesungen und Seminare an den Universitäten Fribourg, Zürich, Basel, Odense, Prag, Wien und Hamburg. Seit 1999 lehrt und forscht Benner regelmäßig an der Pädagogischen Universität Ostchina (ECNU). Sein Lehrstuhlnachfolger an der Humboldt-Universität ist Malte Brinkmann.

## Ehrungen
- 2004: Ehrenprofessor an der Pädagogischen Universität Ostchina (ECNU) Shanghai
- 2009: Ehrendoktorwürde der dänischen Universität Aarhus
- 2011: Ehrendoktorwürde der finnischen Åbo Akademi Universität
- 2012: Ehrenmitgliedschaft der Deutschen Gesellschaft für Erziehungswissenschaft
- 2020: Ehrendoktorwürde der Universität Hamburg
- 2023: Ehrenmedaille der Polnischen Gesellschaft für Philosophische Pädagogik
- 2024: Ernst-Christian-Trapp-Preis der Deutschen Gesellschaft für Erziehungswissenschaft

## Forschungsschwerpunkte
Benner forscht zu Themen der allgemeinen und systematischen Pädagogik, der Theorie der Erziehung, Bildung und Schule, der Allgemeinen Didaktik und Wissenschaftsdidaktik, der Theoriegeschichte der Erziehungswissenschaft und Reformpädagogik sowie zur Modellierung und Testung religiöser und moralischer Kompetenz.

## Schriften (Auswahl)
- Hauptströmungen der Erziehungswissenschaft. Eine Systematik traditioneller und moderner Theorien. München 1973, ISBN 3-471-66544-7. (4. Auflage. Weinheim / Basel 2001, ISBN 3-89271-272-7)
- mit Jörg Ramseger: Wenn die Schule sich öffnet. Erfahrungen aus dem Grundschulprojekt Gievenbeck. München 1981, ISBN 3-7799-0650-3.
- Johann Friedrich Herbart: Systematische Pädagogik. Eingeleitet, ausgewählt und interpretiert von D. Benner. Stuttgart 1986.
- Allgemeine Pädagogik. Eine systematisch-problemgeschichtliche Einführung in die Grundstruktur pädagogischen Denkens und Handelns. Weinheim / München 1987, ISBN 3-7799-0340-7. (9. Auflage. Weinheim / Basel 2015, ISBN 978-3-7799-8758-1)
- Wilhelm von Humboldts Bildungstheorie. Eine problemgeschichtliche Studie zum Begründungzusammenhang neuzeitlicher Bildungsreform. Weinheim / München 1990, ISBN 3-7799-0594-9. (3. Auflage. 2003, ISBN 3-7799-1715-7)
- mit Herwart Kemper: Theorie und Geschichte der Reformpädagogik. 4 Bände. Weinheim 2001. 2. und 3. Auflage, Weinheim / Basel 2009, ISBN 978-3-407-32106-0, ISBN 978-3-407-32107-7, ISBN 978-3-407-32108-4, ISBN 978-3-407-32104-6.
- Bildungstheorie und Bildungsforschung: Grundlagenreflexionen und Anwendungsfelder. Schöningh, Paderborn 2008.
- mit Friedhelm Brüggen: Geschichte der Pädagogik. Vom Beginn der Neuzeit bis zur Gegenwart. Stuttgart 2011, ISBN 978-3-15-010811-6.
- mit R. Schieder, H. Schluß und J. Willems: Religiöse Kompetenz als Teil öffentlicher Bildung. Versuch einer empirisch, bildungstheoretisch und religionspädagogisch ausgewiesenen Konstruktion religiöser Dimensionen und Anspruchsniveaus. Paderborn 2011, ISBN 978-3-506-77077-6.
- Bildung und Religion. Nur einem bildsamen Wesen kann ein Gott sich offenbaren. Paderborn 2014, ISBN 978-3-506-77994-6.
- mit A. von Oettingen, Z. Peng und D. Stępkowski: Bildung – Moral – Demokratie. Theorien und Konzepte moralischer Erziehung und Bildung und ihre Beziehungen zu Ethik und Politik. Paderborn 2015, ISBN 978-3-506-76946-6.
- mit R. Nikolova: Ethisch-moralische Kompetenz als Teil öffentlicher Bildung. Der Berliner Ansatz zur Konstruktion und Erhebung ethisch-moralischer Kompetenzniveaus im öffentlichen Erziehungs- und Bildungssystem mit einem Ausblick auf Projekte zu ETiK-International. Paderborn 2016, ISBN 978-3-506-78596-1.
- Umriss der allgemeinen Wissenschaftsdidaktik. Grundlagen und Orientierungen für Lehrerbildung, Unterricht und Forschung. Weinheim 2020, ISBN 978-3-7799-6021-8. (2. Auflage 2022, ISBN 978-3-7799-6861-0)
- Die Verteidigung der Eigenlogik der Erziehung. Aufsätze von Dietrich Benner in China. Hrsg. von Peng Zhengmei & Peng Tao. Beijing 2023, ISBN 978-7-5191-3624-6).
- Studien zur Eigenlogik moderner Erziehung und ihre Vernachlässigung in Bildungsforschung und Bildungspolitik. Weinheim 2024, ISBN 978-3-7799-8296-8 Print.

Aufsätze und Artikel (Auswahl)
- Erziehung und Emanzipation. In: Pädagogische Rundschau. Band 24, 1970, S. 503–518.
- Pädagogisches Experiment zwischen Technologie und Praxeologie. In: Pädagogische Rundschau. Band 26, 1972, S. 25–53.
- Über die Aufgaben der Pädagogik nach dem Ende der DDR. Antrittsvorlesung am Fachbereich Erziehungswissenschaften der Humboldt-Universität zu Berlin. In: Zeitschrift für Pädagogik. Band 39, 1993, S. 891–906.
- Die Struktur der Allgemeinbildung im Kerncurriculum moderner Bildungssysteme. Ein Vorschlag zur bildungstheoretischen Rahmung von PISA. In: Zeitschrift für Pädagogik. Band 48, 2002, S. 68–90.
- Erziehung und Tradierung. Grundprobleme einer innovatorischen Theorie und Praxis der Überlieferung. In: Vierteljahrsschrift für wissenschaftliche Pädagogik. Band 80, 2004, S. 163–181.
- Schulische Allgemeinbildung versus allgemeine Menschenbildung? Von der doppelten Gefahr einer wechselseitigen Beschädigung beider. In: Zeitschrift für Erziehungswissenschaft. Band 8, 2005, S. 563–575.
- Wissensformen der Wissensgesellschaft. In: Metamorphosen der Bildung. Historie – Empirie – Theorie. Festschrift für Heinz Elmar Tenorth. Bad Heilbrunn 2011, 29–50.
- Erziehung und Bildung! Zur Konzeptualisierung eines erziehenden Unterrichts, der bildet. In: Zeitschrift für Pädagogik. Band 61, 2015, S. 481–496.
- Über drei Arten von Kausalität in Erziehungs- und Bildungsprozessen und ihre Bedeutung für Didaktik, Unterrichtsforschung und empirische Bildungsforschung. In: Zeitschrift für Pädagogik. Band 64, 2018, S. 107–120.
- Gerechtigkeit in pädagogischen Kontexten. In: Bildungsgerechtigkeit als Versprechen. Zur Rechtfertigung und Infragestellung eines mehrdeutigen Konzepts. Münster 2019, S. 21–38.
- mit Zhengmei Peng, Roumiana Nikolova, Stanislav Ivanov und Tao Peng: Ethical and Moral Competences of Upper Secondary Students: A Comparative Study. In: ECNU Review of Education. Vol. 4, Nr. 4, 2021, S. 686–706.
- Grundlegende pädagogische Unterscheidungen und ihre Bedeutung für erziehungswissenschaftliche Theorieentwicklung und Forschung. In: Bildung und Erziehung. Band 75, Heft 1, 2022, S. 7–23.
- Allgemeinheit und Sozialität als operative Bereiche und moderne Aufgaben der Erziehung. In: D. Paulus. P. Gollub (Hrsg.): Reisen durch die Pädagogik und Bildung. Transepochale Forschung in der Erziehungswissenschaft. Berlin 2022, S. 35–55.
- mit Robert Wunsch: Zehn Thesen zu Ursprung und Pragmatik modernen Pädagogik und Sozialpädagogik. In: neue praxis. Zeitschrift für Sozialarbeit, Sozialpädagogik und Sozialpolitik. Heft 4, 2022, S. 345–356.
- mit Sandra Piper: Perspektiven zur Reform vorschulischer Erziehung und Bildung. Anregungen zur Reform der frühpädagogischen Ausbildung und Praxis in Berlin. .
- Affirmativity and Non-affirmativity in the Concept of Theories of Education and Bildung. In: M. Uljens (Hrsg.):  Non-affirmative Theory of Education and Bildung. Open Access: Springer, 2023, S. 21–59.
- Miteinander-Streiten. Eine unverzichtbare Praktik der Erziehung?. In: Pädagogische Korrespondenz. Heft 68, 2023, S. 72–90.
- Über die Gleichrangigkeit von Allgemeiner und Sozialer Pädagogik. In: R. Wunsch, D. Benner (Hrsg.): Soziale Arbeit und Sozialpädagogik weiterentwickeln. Weinheim 2025, ISBN 978-3-7799-8856-4, 184–214.
- Literatur von und über Dietrich Benner im Katalog der Deutschen Nationalbibliothek
- [https://fis.hu-berlin.de/converis/portal/detail/Person/400271742

### Video-Podcast
- Dietrich Benner – Über drei Kausalitäten in Erziehungs- und Bildungsprozessen. (Vortag in der Abteilung Allgemeine Erziehungswissenschaft an der Humboldt-Universität vom 10. Januar 2018) (https://www.youtube.com/watch?v=Z2GuMvK7DU4)
- Dietrich Benner – Vorlesungen über allgemeine Wissenschaftsdidaktik an der Universität Hamburg im WS 2018/19 (https://lecture2go.uni-hamburg.de/l2go/-/get/v/23553)
- Dietrich Benner im Gespräch mit Nina Kühn über Herbart und die Eigenlogik moderner Erziehung. (Podcast von 120 Minuten an der Pädagogischen Hochschule Karlsruhe vom 29. April 2024) (https://open.spotify.com/episode/60GbqSyVAmt7EQbUWDUYZU?nd=1)